# Stanislas Fiszer
Pour le général d'empire, voir Stanisław Fiszer
Stanislas Fiszer (Stanisław en polonais), né le 23 octobre 1935 à Varsovie, est un architecte français d'origine polonaise, fils  de Stanisław Fiszer (1898-1945), architecte et d'Anna Fiszer (1909-2003), artiste peintre.

## Biographie
Stanislas est diplômé de l’École polytechnique de Gdańsk en 1959. Après avoir exercé en Pologne, il est architecte et  urbaniste au Bureau d'études du ministère des Travaux publics à Pnom-Penh au Cambodge, en 1963-1964. Il s'établit en France en 1965, travaillant d'abord chez l'architecte parisien Michel Écochard, puis chez Michel Ducharme et Jean-Pierre Minost, architectes à Paris et à Abidjan en Côte d'Ivoire, pendant cinq ans. En 1972, Stanislas Fiszer commence une activité professionnelle indépendante à Paris et est, en parallèle, nommé professeur à l'École nationale supérieure d'architecture de Nancy. Il y enseignera jusqu'en 2000. Il remporte en 1983 le concours pour le Centre d'accueil et de recherche des Archives nationales (CARAN), qui, livré en 1988, contribue à le fait connaître. En 1996, il crée une EURL d'architecture baptisée « Fiszer Atelier 41 ». L'année suivante, l'agence ouvre une filiale à Varsovie.
En 1988 et 1995, Fiszer est nommé pour le prix de l'Équerre d'argent et en 1992 pour le Grand prix d'architecture. En 1993, il est admis à l'Académie d'architecture. Il est fait commandeur de l'Ordre des Arts et des Lettres en 1993. Il est lauréat du prix d'honneur SARP en Pologne en 2000.
Il est président du jury de plusieurs concours d'architecture en Pologne, dont la Biennale internationale d'architecture de Cracovie (1993 et 2001), le concours national La vie en architecture (1999) et la Fondation Baczko et Zakrzewski à Varsovie (depuis 2000).
Fin 2018, une exposition rétrospective baptisée « Stanislaw Fiszer : héritage et transmission » est présentée par l'Académie d'architecture à Paris.
Les archives de Stanislas Fiszer sont conservées aux Archives nationales du monde du travail, à Roubaix et à l'Institut français d'architecture à Paris.
Le style de Stanislas Fiszer cherche à « allier classicisme et modernité », en jouant notamment sur les éléments de modénature sculptés dans le béton, les parements en pierre ou les panneaux de façade en fonte d'aluminium.

## Œuvres les plus notables
- Centre d'accueil et de recherche des Archives nationales, Paris 3e (1988)[10]
- Agrandissement du siège social du groupe André, Paris 19e (1991)[11],[12]
- Théâtre et bibliothèque de la ville nouvelle de Saint-Quentin-en-Yvelines, à Montigny-le-Bretonneux (1993)[4]
- Siège social LVMH, Paris 8e (1997)[8]
- Immeubles d'habitations et aménagement de la place Henri-Frenay, îlot Chalon, Paris 12e (1997)[13]
- Salle Eurythmie, Montauban (2000)[14].
- Thermes nationaux, Aix-les-Bains (2000)[15]
- Archives départementales d'Eure-et-Loir, Mainvilliers (2006), avec Jean-Michel Poisson[16]